# Мельник, Николай Михайлович
Николай Михайлович Мельник (1918—1943) — сержант Рабоче-крестьянской Красной Армии, участник Великой Отечественной войны, Герой Советского Союза (1943).

## Биография
Николай Мельник ( в наградном листе и донесения о безвозвратных потерях значится Мельников) родился в 1918 году в селе Екатеринославка (ныне — Тюльганский район Оренбургской области). В 1939 году он был призван на службу в Рабоче-крестьянскую Красную Армию. С июня 1941 года — на фронтах Великой Отечественной войны. К ноябрю 1943 года сержант Николай Мельник был помощником командира взвода 1339-го стрелкового полка 318-й стрелковой дивизии 18-й армии Северо-Кавказского фронта. Отличился во время Керченско-Эльтигенской операции
1 ноября 1943 года Мельник высадился на побережье Керченского полуострова в районе посёлка Эльтиген (ныне — Героевское в черте Керчи) и в составе своего взвода принял активное участие в боях за захват и удержание плацдарма. 5 ноября 1943 года Мельник погиб в бою.
Указом Президиума Верховного Совета СССР от 17 ноября 1943 года сержант Николай Мельник посмертно был удостоен высокого звания Героя Советского Союза и орденом Ленина.

## Документы
- Информация из приказа об исключении из списков. ОБД Мемориал.
- Информация из приказа об исключении из списков. ОБД Мемориал.
- Герой Советского Союза (Орден Ленина и медаль «Золотая звезда») [[Подвиг народа]] (Сайт). Архивировано 29 июля 2012 года.
- Приказ(указ) о награждении [[Подвиг народа]] (Сайт). Архивировано 29 июля 2012 года.